# Taules de Toledo

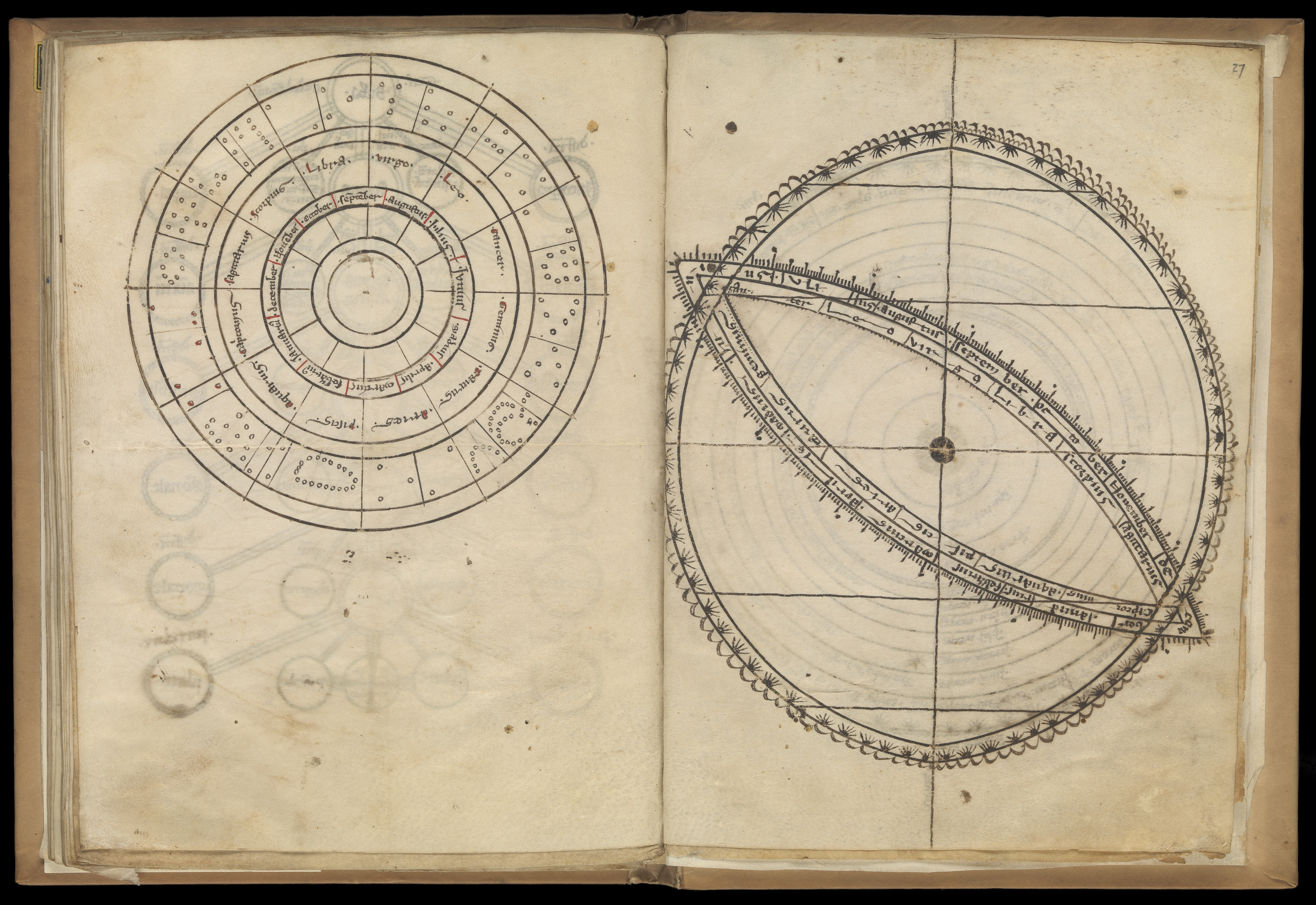
Els "Canons" són una traducció d'un diagrama de les Taules Toledanes de Gerard de Cremona.

Les Taules de Toledo és un llibre medieval que conté unes taules astronòmiques elaborades abans de 1069 per l'astrònom Azarquiel.